# Peter Koech
Peter Koech (* 18. Februar 1958 in Kilibwoni, Nandi District) ist ein ehemaliger kenianischer Hindernisläufer.
Bei den Weltmeisterschaften 1987 in Rom belegte er über 3000 Meter Hindernis den siebten Rang. Den größten Erfolg seiner Karriere feierte er jedoch bei den Olympischen Spielen 1988 in Seoul, als er die Silbermedaille im Hindernislauf gewann. Mit einer Zeit von 8:06,79 min musste er sich lediglich seinem Landsmann Julius Kariuki geschlagen geben.
Am 3. Juli 1989 stellte Koech in Stockholm einen neuen Weltrekord im Hindernislauf auf und unterbot mit seiner Zeit von 8:05,35 min den über elf Jahre alten, manuell gestoppten Rekord von Henry Rono (8:05,4 min). Drei Jahre später verbesserte Moses Kiptanui die Rekordmarke auf 8:02,08 min.
Peter Koech ist 1,80 m groß und wog zu seiner aktiven Zeit 67 kg.

## Bestleistungen
- 3000 m Hindernis: 8:05,35 min, 3. Juli 1989, Stockholm